# Ptereleotris
Ptereleotris is een geslacht van straalvinnige vissen uit de familie van wormvissen (Microdesmidae). Het geslacht is voor het eerst wetenschappelijk beschreven in 1864 door Gill.

## Soorten
- Ptereleotris arabica Randall & Hoese, 1985
- Ptereleotris brachyptera Randall & Suzuki, 2008
- Ptereleotris calliura (Jordan & Gilbert, 1882)
- Ptereleotris carinata Bussing, 2001
- Ptereleotris crossogenion Randall & Suzuki, 2008
- Ptereleotris evides (Jordan & Hubbs, 1925)
- Ptereleotris grammica Randall & Lubbock, 1982
- Ptereleotris hanae (Jordan & Snyder, 1901)
- Ptereleotris helenae (Randall, 1968)
- Ptereleotris heteroptera (Bleeker, 1855)
- Ptereleotris kallista Randall & Suzuki, 2008
- Ptereleotris lineopinnis (Fowler, 1935)
- Ptereleotris melanopogon Randall & Hoese, 1985
- Ptereleotris microlepis (Bleeker, 1856)
- Ptereleotris monoptera Randall & Hoese, 1985
- Ptereleotris randalli Gasparini, Rocha & Floeter, 2001
- Ptereleotris uroditaenia Randall & Hoese, 1985
- Ptereleotris zebra (Fowler, 1938)